# ديون كارلوس تشوي
ديون كارلوس تشوي هو لاعب كرة قدم صيني، ولد في 6 فبراير 1999 في Sé, Macau ‏ في الصين.